# 加兹尼省
加兹尼省（波斯語：د غزنی ولايت）是阿富汗34個省份之一，位於阿富汗中部偏東。本省設有19個縣，設有超過1000個村落，人口約130萬人，省會是加茲尼。本省位於阿富汗幹線公路喀布爾－坎大哈公路上，歷史上也是重要貿易中心。加茲尼機場位於加茲尼附近，並有少量國內航班前往阿富汗首都喀布爾。

## 命名
10世紀時正值加茲納維德王朝時期，加茲尼省一帶稱為加茲納。